# Serranus luciopercanus
Serranus luciopercanus är en fiskart som beskrevs av Felipe Poey 1852. Serranus luciopercanus ingår i släktet Serranus och familjen havsabborrfiskar. Inga underarter finns listade i Catalogue of Life.